# Jałowęsy
Jałowęsy – wieś w Polsce położona w województwie świętokrzyskim, w powiecie opatowskim, w gminie Opatów.
Prywatna wieś szlachecka Jałowąsy położona była w drugiej połowie XVI wieku w powiecie sandomierskim województwa sandomierskiego. W latach 1975–1998 miejscowość administracyjnie należała do województwa tarnobrzeskiego.

## Etymologia nazwy wsi
Na przestrzeni wieków nazwa wsi ewoluowała. W materiałach źródłowych, poza wspomnianymi, można znaleźć takie nazwy jak: Jalowansz, Jalowansi, Jałowansy, Jalowąssy, Ialowązy, a nawet Yallowassy czy Jałowęty. Nazwa wsi pochodzi od nazwy osobowej Jałowąs, czyli imienia mężczyzny mającego rzadki zarost twarzy lub pozbawionego go w ogóle.

## Części wsi
| SIMC    | Nazwa   | Rodzaj    |
| ------- | ------- | --------- |
| 0801332 | Karsy   | część wsi |
| 0801349 | Kolonie | część wsi |
| 0801355 | Rudki   | część wsi |
| 0801361 | Wrzosy  | część wsi |

## Historia
Pierwsze wzmianki o miejscowości pochodzą z 1328 r. Wówczas wieś nazywała się Ialovans i wchodziła w skład włości biskupów lubuskich. Według Jana Długosza w XV w. wieś składała się z 21 łanów ziemi, w tym 2 sołtysich. Miejscowi kmiecie oddawali biskupowi dziesięcinę w wysokości do 20 grzywien. Była tu także karczma. W 1578 r. w źródłach pojawiła się nazwa Ialowaszy. Rejestr poborowy powiatu sandomierskiego z 1629 r. wskazuje, że ówczesnym właścicielem wsi był Władysław Dominik Zasławski-Ostrogski. W 1827 r. wieś liczyła 27 domostw. Pod koniec XIX w. dobra Jałowęs składały się z folwarku Jałowęsy i Karsy. Wieś liczyła 48 domostw.

## Zabytki
Park dworski, wpisany do rejestru zabytków nieruchomych (nr rej.: A.525 z 11.12.1957 i z 25.10.1991).